# سعد وقاص (روستا)
سعدوقاص، روستایی از توابع بخش مرکزی شهرستان نهاوند در استان همدان ایران است.

## تاریخ
اسم این روستا از نام فرمانده ارتش اعراب در نبرد نهاوند، سعد بن ابی وقاص گرفته است. در سده اول خورشیدی، نام این روستا «اسفیدهان» بود.
در طول نبرد نهاوند، اراضی این روستا، در تاریخ بهمن سال ۲۰ خورشیدی، محل اردوی ارتش اعراب بود.  این نبرد یکی از مهمترین نبردها در تاریخ ایران می باشد، به این دلیل که شکست ارتش ساسانی در این نبرد، به معنای فروپاشی حکمرانی ساسانی، و شروع حکمرانی اعراب مسلمان بر روی کشور بود.

## جمعیت
این روستا در دهستان طریق الاسلام قرار دارد و براساس سرشماری مرکز آمار ایران در سال ۱۳۹۵، جمعیت آن ۵۳۶ نفر (۱۶۰خانوار) بوده‌است.